# HC Dukla Praga
HC Dukla Praga (em checo (idioma): HC Dukla Praha) é um clube de handebol de Praga, República Checa. O clube foi fundado em 1948, competindo inicialmente na liga local. Foi o primeiro campeão europeu, fato que se repetiu mais duas vezes.

## Títulos

### EHF
- 1956-1957, 1962-1963, 1983-1984

### Liga Checa
- 30 vezes

## Ligações Externas
- Sítio Oficial
- página na EHF